# Guerreros de Tlaxcala
Guerreros de Tlaxcala ist ein ehemaliger mexikanischer Fußballverein aus Tlaxcala, der Hauptstadt des gleichnamigen Bundesstaates Tlaxcala. 

## Geschichte
Die Grupo Pegaso, Eigentümerin des CF Oaxaca, wandelte zum Ende der Saison 2002/03 dessen Zweitligalizenz um in die Guerreros de Tlaxcala, die als Farmteam des Erstligisten CD Irapuato geführt wurden. Die Guerreros sind die erste und bisher einzige Mannschaft, die den kleinsten mexikanischen Bundesstaat in der 1994/95 kreierten Primera División 'A' (heute Ascenso MX) vertrat. Zuvor war der Bundesstaat Tlaxcala lediglich durch die Lobos de Tlaxcala von 1979 bis 1982 in der damals noch zweitklassigen Segunda División in der zweiten Liga vertreten. Heimspielstätte beider Vereine war das Estadio Tlahuícole, wo die Guerreros vor durchschnittlich rund dreitausend Zuschauern spielten.
In der Apertura 2003 gelangen den Guerreros nur zwei Siege und am Ende dieser Halbsaison belegten sie mit 14 Punkten den letzten Platz in ihrer Gruppe und den drittschlechtesten Rang aller 20 Zweitligisten, platziert nur vor den mit jeweils 12 Punkten noch schlechteren Mannschaften von Inter Riviera Maya und Jaguares de Tapachula. Neun ihrer insgesamt nur 19 Tore erzielte der argentinische Stürmer Cristián Ariel Morales. Zweitbester Schütze des Vereins im selben Zeitraum war der mexikanische Stürmer Juan Manuel Guerra mit vier Treffern.
In der Clausura 2004 gelang den Guerreros ein fulminanter Auftakt. Einem 3:1-Heimsieg gegen die Jaguares de Tapachula am zweiten Spieltag folgte ein 3:1-Auswärtssieg bei Inter Riviera Maya am dritten Spieltag und ein anschließender 1:0-Heimsieg  gegen den Celaya FC, so dass die Mannschaft sich nach vier Spieltagen mit neun Punkten in der Spitzengruppe wiederfand. Doch im weiteren Saisonverlauf kamen nur noch drei Siege hinzu, so dass die Guerreros sich in der Abschlusstabelle zwar auf 20 Punkte verbesserten, aber erneut den letzten Platz in ihrer Gruppe belegten. Die erfolgreichsten Torjäger des Vereins in der Clausura waren die brasilianischen Stürmer Ademilson Correa und Josías Ferreira Da Silva, die beide jeweils sieben Treffer erzielten und in der Apertura 2003 für den „Mutterverein“ CD Irapuato gespielt hatten.
Weitere bekannte Spieler der Guerreros waren die Mexikaner Ricardo Munguía Pérez und Jairo Ugalde Castrejón.